# President's Cup I 2021
La President's Cup I 2021 è stato un torneo maschile e femminile di tennis professionistico giocato sul cemento. È stata la 14ª edizione del torneo maschile, facente parte della categoria Challenger 80 nell'ambito dell'ATP Challenger Tour 2021. È stata invece la 12ª del torneo femminile, facente parte della categoria W60 nell'ambito dell'ITF Women's World Tennis Tour 2021.
Si è giocato al National Tennis Centre di Nur-Sultan, in Kazakistan, dal 12 al 18 luglio 2021. La settimana successiva si è giocata sullo stesso impianto la President's Cup II 2021, torneo Challenger riservato ai soli tennisti uomini.

## Torneo maschile

### Partecipanti

#### Teste di serie
| Nazionalità | Giocatore           | Ranking* | Testa di serie |
| ----------- | ------------------- | -------- | -------------- |
| Russia      | Roman Safiullin     | 157      | 1              |
| Uzbekistan  | Denis Istomin       | 188      | 2              |
| Regno Unito | Jay Clarke          | 230      | 3              |
| Australia   | Max Purcell         | 237      | 4              |
| Croazia     | Borna Gojo          | 238      | 5              |
| Ucraina     | Serhij Stachovs'kyj | 242      | 6              |
| Canada      | Peter Polansky      | 251      | 7              |
| Francia     | Hugo Grenier        | 256      | 8              |

* Ranking al 28 giugno 2021.

#### Altri partecipanti
I seguenti giocatori hanno ricevuto una wild card per il tabellone principale:
- Grigoriy Lomakin
- Dostanbek Tashbulatov
- Beibit Zhukayev

I seguenti giocatori sono passati dalle qualificazioni:
- Yan Bondarevskiy
- Artem Dubrivnyy
- Oleksii Krutykh
- Andrej Kuznecov

## Torneo femminile

### Teste di serie
| Nazionalità | Giocatrice         | Ranking* | Testa di serie |
| ----------- | ------------------ | -------- | -------------- |
| Georgia     | Mariam Bolkvadze   | 189      | 1              |
| Russia      | Valeria Savinykh   | 195      | 2              |
| Ucraina     | Daria Snigur       | 203      | 3              |
| Bielorussia | Yuliya Hatouka     | 260      | 4              |
| Brasile     | Laura Pigossi      | 313      | 5              |
| Russia      | Sofya Lansere      | 314      | 6              |
| Thailandia  | Peangtarn Plipuech | 321      | 7              |
| Bielorussia | Anna Kubareva      | 333      | 8              |

* Ranking al 28 giugno 2021.

### Altre partecipanti
Le seguenti giocatrici hanno ricevuto una wildcard per il tabellone principale:
- Gozal Ainitdinova
- Yekaterina Dmitrichenko
- Lina Glushko
- Zhibek Kulambayeva

Le seguenti giocatrici sono entrate in tabellone con il ranking protetto:
- Hiroko Kuwata
- Peangtarn Plipuech
- Sabina Sharipova
- Valeriya Yushchenko

Le seguenti giocatrici sono passate dalle qualificazioni:
- Nigina Abduraimova
- Jacqueline Cabaj Awad
- Angelina Gabueva
- Justina Mikulskytė
- Viktória Morvayová
- Ekaterina Shalimova
- Anna Sisková
- Anastasia Tikhonova

## Punti e montepremi

### Torneo maschile
| Torneo    | Torneo              | V     | F     | SF    | QF    | 2T  | 1T  | Q | Q2  | Q1  |
| Singolare | Punti               | 80    | 48    | 29    | 15    | 7   | 0   | 4 | 2   | 0   |
| Singolare | Premi in denaro ($) | 7 200 | 4 240 | 2 510 | 1 460 | 860 | 520 | – | 260 | 130 |
| Doppio    | Punti               | 80    | 48    | 29    | 15    | –   | 0   | – | –   | –   |
| Doppio    | Premi in denaro ($) | 3 100 | 1 800 | 1 080 | 640   | –   | 360 | – | –   | –   |

## Campioni

### Singolare maschile
Max Purcell ha sconfitto in finale  Jay Clarke con il punteggio di 3–6, 6–4, 7–6(6).

### Doppio maschile
Hsu Yu-hsiou /  Benjamin Lock hanno sconfitto in finale  Peter Polansky /  Serhij Stachovs'kyj con il punteggio di 2–6, 6–1, [10–7].

### Singolare femminile
- Mariam Bolkvadze ha sconfitto in finale  Valeria Savinykh con il punteggio di 4–6, 6–3, 6–2

### Doppio femminile
Alina Charaeva /  Maria Timofeeva hanno sconfitto in finale  Evgeniya Levashova /  Laura Pigossi con il punteggio di 7–6(5), 2–6, [10–6]